# Andrij Mikolajovics Jarmolenko
Andrij Mikolajovics Jarmolenko (ukrán betűkkel: Андрій Миколайович Ярмоленко; Szentpétervár, 1989. október 23. –) ukrán válogatott labdarúgó, az ukrán Premier League -ben játszó Dynamo Kijiv -ben játszik. Posztját tekintve csatár, de balszélsőként is szokott szerepelni. A Dynamo Kijiv és az ukrán labdarúgó válogatott csapatkapitánya.
Jarmolenko 2009-óta tagja az Ukrán labdarúgó válogatottnak . 116 mérkőzésen 46 gólt szerzett, és játszott az UEFA Euro 2012, Euro 2016 és a 2020-as Európa bajnokságon

## Pályafutása

### Klubcsapatokban
Szentpéterváron született, hároméves volt amikor a családjával Ukrajnába, Csernyihivbe költöztek. A Dinamo Kijiv utánpótlás akadémiájához 13 évesen csatlakozott. Egy évvel később visszatért Csernyihivbe és a helyi csapathoz a Deszna Csernyihivhez igazolt. 2006 decemberében 5 éves szerződést kötött a Dinamo Kijivvel. Kezdetben a tartalékegyüttesben kapott szerepet. Az első csapatban 2008. május 11-én debütálhatott egy Vorszkla Poltava elleni idegenbeli mérkőzésen. A bemutatkozása olyannyira jól sikerült, hogy a 2–1-re megnyert mérkőzésen ő szerezte csapata győztes találatát.

### Válogatottban
Utánpótlásszinten szerepelt az ukrán U19-es és U21-es válogatottban is.
A felnőtt nemzeti csapatban 2009. szeptember 5-én debütálhatott egy Andorra elleni 2010-es vb-selejtező mérkőzésen. Az 5–0-ra megnyert mérkőzésen ő nyitotta a gólok sorát.
Az Európa-bajnoki keretszűkítést követően a szövetségi kapitány Oleh Blohin nevezte őt a 2012-es Eb-re készülő 23 fős keretébe.

## Sikerei, díjai
Dinamo Kijiv
- Ukrán bajnok: 2008–09, 2014-15, 2015-16
- Ukrán-kupagyőztes: 2014, 2015
- Ukrán labdarúgó-szuperkupa győztes: 2007, 2009, 2011, 2016

Egyéni
- Ukrajna Legjobb fiatal játékosa: 2010, 2011
- Ukrán labdarúgó első osztály legjobb játékosa: 2011, 2014
- Az év Ukrán labdarúgója: 2013, 2014, 2015, 2017
- Ukrán labdarúgó első osztály év legjobb játékosa: 2014-2015, 2015-2016, 2016-2017
- Ukrán labdarúgó első osztály gólkirálya: 2016-2017
- Ukrán labdarúgó első osztály legjobb játékosa: 2016
- UEFA Európa liga legtöbb gólpasszát adó játékosa: 2014-2015.